# ديلاني براملت
ديلاني براملت (بالإنجليزية: Delaney Bramlett)‏ هو مغني ومنتج أسطوانات وعازف قيثارة وكاتب أغاني ومغن مؤلف أمريكي، ولد في 1 يوليو 1939 في Pontotoc ‏، وتوفي في 27 ديسمبر 2008 في لوس أنجلوس في الولايات المتحدة.

## وصلات خارجية
- الموقع الرسمي
- ديلاني براملت على موقع IMDb (الإنجليزية)
- ديلاني براملت على موقع ميوزك برينز (الإنجليزية)
- ديلاني براملت على موقع أول موفي (الإنجليزية)
- ديلاني براملت على موقع أول ميوزيك (الإنجليزية)
- ديلاني براملت على موقع ديسكوغز (الإنجليزية)
- ديلاني براملت على موقع قاعدة بيانات الفيلم (الإنجليزية)
- ديلاني براملت على موقع كينوبويسك (الروسية)